# Landsmannschaft Guilelmia

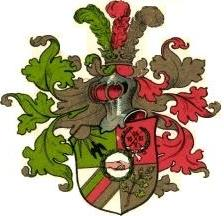
Wappen der Guilelmia

Die Landsmannschaft Guilelmia war eine Berliner Studentenverbindung, die am 26. Mai 1881 gestiftet wurde. Die Landsmannschaft war pflichtschlagend und farbentragend (grün-rot-gold). Ihre Mitglieder wurden Wilhelmer genannt. Heute lebt die Tradition der Guilelmia in der akademischen Landsmannschaft Brandenburg im Coburger Convent fort.

## Geschichte

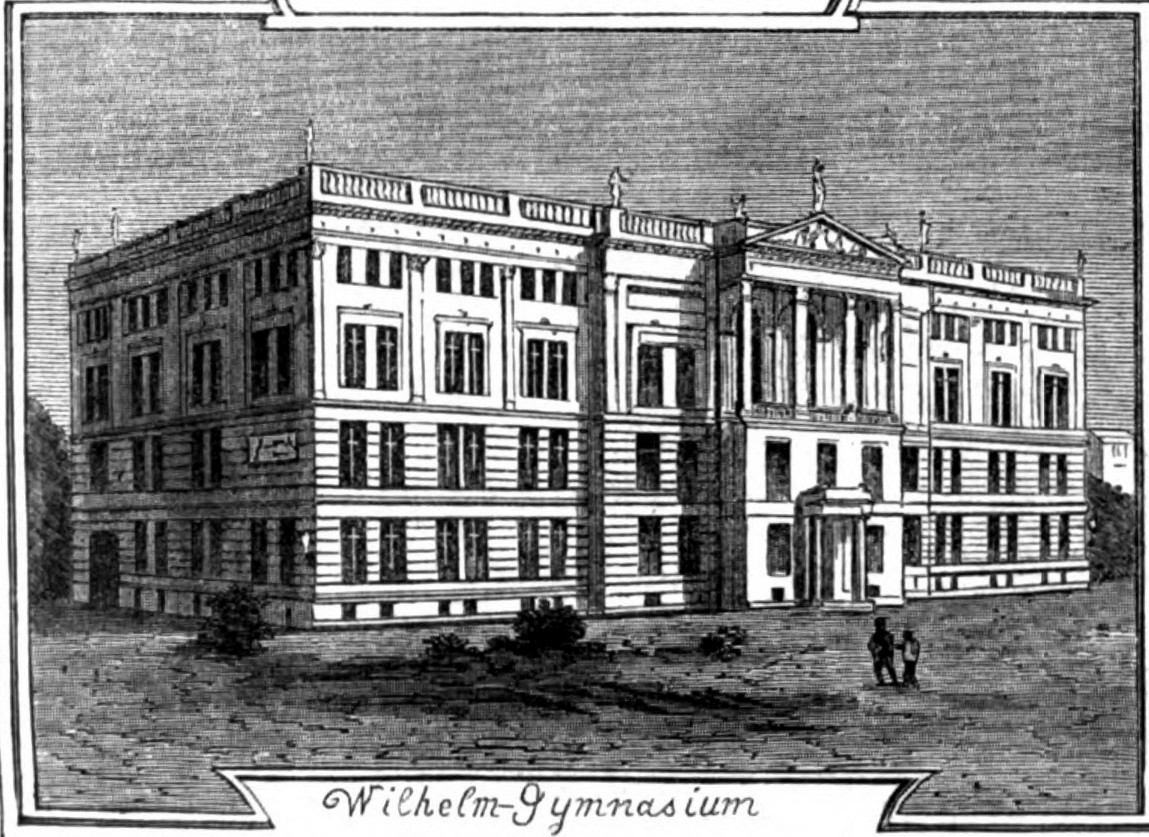
Königliches Wilhelms-Gymnasium in Berlin, 1866

Absolventen des Königlichen Wilhelms-Gymnasium stifteten 1881 unter der Eiche im Park des Schloss Sacrow in Potsdam die Guilelmia. Lange Zeit rekrutierte sie sich aus Abiturienten dieser Institution. Sie war seit Beginn eine farbentragende und pflichtschlagende Verbindung mit Maturitätsprinzip. Der Wahlspruch lautete Einig und stark! sowie Nec soli cedit!. Bereits im zweiten Semester ihres Bestehens wurde eines ihrer Mitglieder in den Ausschuss der Berliner Studentenschaft gewählt, in dem sie bis zum Eintritt in die Deutsche Landsmannschaft selbständig vertreten war. Im August 1885 wurde Guilelmia im Coburger Landsmannschafter Convent rezipiert. Ende 1886 übernahm Guilelmia einige Aktive und Alte Herren der suspendierten Berliner Landsmannschaft Cimbria, die von Inaktiven Tübinger Schotten gestiftet wurde. Im Februar 1897 wurde Guilelmia auf Anzeige eines ausgeschlossenen Mitgliedes von der Universitätsbehörde bis zum 2. Juni des Jahres verboten. Währenddessen bestand sie als Landsmannschaft Guestfalia mit umgekehrten Farben. Nach dem Pfingstkongress des Coburger LC 1897 erklärte Guilelmia ihren Austritt aus diesem Verband, schloss sich aber bereits 1898 wieder an. Im Ersten Weltkrieg waren 138 Wilhelmer im Feld, von denen 26 fielen. Weihnachten 1925 bezog die Landsmannschaft ein eigenes Verbindungshaus in Berlin-Schöneberg. Im Wintersemester 1930/1931 gehörten ihr 135 Alte Herren und 81 Aktive Mitglieder an. Schließlich erfolgte die Suspension der aktiven Verbindung im März 1933.
Nach dem Zweiten Weltkrieg trafen sich die Alten Herren der Guilelmia sowie die der Landsmannschaft Ascania-Brandenburgia und beschlossen die gemeinsame Neueröffnung des Aktivenbetriebes in Berlin. Daraufhin erfolgte im Juni 1951 der Zusammenschluss beider Korporationen zur Landsmannschaft Brandenburg im CC.

## Couleur
Es wurden die Farben Grün-Rot-Gold und eine grüne Studentenmütze getragen. Die Füchse trugen Grün-Gold-Grün.

## Bekannte Wilhelmer
- Johannes Biermann (1863–1915), Rechtswissenschaftler
- Carl Gebhard (1861–1903), Gynäkologe
- Paul Grabein (1869–1945), Journalist und Schriftsteller
- Robert Grabow (1885–1945), Oberbürgermeister von Rostock, Mitglied des Provinziallandtages von Ostpreußen
- Hermann Gutzmann sen. (1865–1922), Mediziner und Begründer der Phoniatrie in Deutschland
- William Küster (1863–1929), Chemiker und Ordinarius in Stuttgart
- Paul Langenscheidt (1860–1925), Schriftsteller und Verleger
- Kurt Lindemann (1901–1966), Orthopäde, Rektor der Universität Heidelberg
- Friedrich Wilhelm Karl Müller (1863–1930), Orientalist
- Max Rötger (1860–1923), Manager und Lobbyist
- Johann Schütte (1873–1940), Luftschiffkonstrukteur und Unternehmer

### Periodika
- Altherrenverband der Landsmannschaft Guilelmia: Der Nörgler: Monatsschrift und Bierzeitung für die Mitglieder der Guilelmia. Von 1892 bis 1933 im Eigenverlag erschienen.